# Vendula Adlerová
Vendula Adlerová est une ancienne joueuse tchèque de volley-ball née le 24 avril 1984 à Prague. Elle mesure 1,92 m et jouait au poste d'attaquante.  

## Clubs
| Club                     | De        | À         |
| ------------------------ | --------- | --------- |
| PVK Olymp Prague         | 1999-2000 | 2002-2003 |
| RC Cannes                | 2003-2004 | 2004-2005 |
| Le Cannet                | 2005-2006 | 2005-2006 |
| Club Voleibol Ciutadella | 2007-2008 | 2007-2008 |
| Hotel Cantur             | 2008-2009 | 2008-2009 |
| Club Voleibol Tenerife   | 2009-2009 | 2009-2009 |
| Terville-Florange        | 2009-2009 | 2009-2009 |
| Karşıyaka İzmir          | 2009-2010 | 2009-2010 |
| SC Schwerin              | 2010-2011 | 2010-2011 |
| VC Stuttgart             | 2011-2012 | 2011-2012 |
| Azəryol VK               | 2012-2013 | 2012-2013 |
| Slavia Praha             | 2013-2014 | 2013-2014 |

## Palmarès
- Championnat de République tchèque
  - Finaliste : 2003.
- Championnat de France
  - Vainqueur : 2004, 2005.
- Coupe de France
  - Vainqueur : 2004, 2005.
- 'Championnat d'Allemagne
  - Vainqueur : 2011.